# Секретариат Договора об Антарктике
Секретариат Договора об Антарктике (СДА) — международная организация.

## Создание
Секретариат Договора об Антарктике был создан 1 сентября 2004 года, на базе Консультативного совещания Договора об Антарктике (КСДА).

## Организационная структура
Штаб-квартиры СДА находится в Буэнос-Айресе, Аргентина.
В настоящее время, руководит СДА исполнительный секретарь Манфред Райнке (Германия).

## Сферы деятельности
- организация и проведение ежегодных Консультативных совещаний по Договору об Антарктике (КСДА) и заседаний Комитета по охране окружающей среды (КООС)
- содействие в обмене информацией между Сторонами в соответствии с требованиями Договора и Протокола
- сбор, хранение, архивирование и распространение документов КСДА
- предоставление и распространение информации о системе Договора об Антарктике и деятельности в Антарктике[1]